# Zale edusina
Zale edusina är en fjärilsart som beskrevs av Harvey 1875. Zale edusina ingår i släktet Zale och familjen nattflyn.